# Lopesia licaniae
Lopesia licaniae är en tvåvingeart som beskrevs av Gagne 1996. Lopesia licaniae ingår i släktet Lopesia och familjen gallmyggor.
Artens utbredningsområde är Florida. Inga underarter finns listade i Catalogue of Life.